# Щербак, Владимир Иванович
Влади́мир Ива́нович Щерба́к (4 июля 1947, Москва — 30 июля 2018, Кырнаре, Болгария) — советский и болгарский художник-живописец, большую часть жизни проработавший в Болгарии с 1989 г., член Союза художников Болгарии.

## Биография
Владимир Щербак родился 4 июля 1947 в Москве. В 1975 году окончил Ленинградское высшее художественно-промышленное училище имени В. И. Мухиной в Ленинграде. С 1977 года жил и работал в городе Пловдив, Болгария. Со следующего года он был членом группы пловдивских художников, которая в то время была символической для болгарских авторов пластического искусства, таких как Иоан Левиев, Христо Стефанов, Георгий Бояджиев, Димитар Киров. В 70-е и 80-е годы этот художественно-творческий коллектив находился на пике популярности, и Владимир Щербак вполне естественно вписался в него. Он был членом Союза болгарских художников с 1989 года, а в период с 1992 по 2003 год он был последовательно председателем и заместителем председателя Филиппопольского общества художников. Владимир Щербак работал учителем в Специализированной средней школе исполнительских и экранных искусств в Пловдив. В последние годы художник жил и работал в деревне Кырнаре, община Карлово. 30 июля 2018 г.

## Тврочество
Владимир Щербак писал современную живопись - в основном маслом и акварелью. Он представляет более 20 персональных выставок в Пловдиве, Карлово, Софии, Дюссельдорфе, Люксембурге. Владимир Щербак имеет многочисленные и запоминающиеся участия в ежегодных Всеобщих художественных выставках (OHI), организуемых Союзом болгарских художников, участвовал в международных выставках в Испании, Греции, Турции, Швейцарии, Польше, Бельгии, США, Израиле. Он является лауреатом Специального приза в области живописи 1-й и 2-й Всемирной биеннале живописи на Мальте. Владимир Щербак отмечает свое 70-летие выставкой в 2017 году в галерее «Арсенал» в Пловдиве.
Владимир Щербак был награжден дипломом за мастерство в Греции. Он является лауреатом специальной награды Первой и Второй Всемирных биеннале живописи на Мальте. Его картины входят в коллекцию Международного фонда «Св. Св. Кирилла и Мефодия» (София), Национальной художественной галереи, Софийской городской галери, Городской художественной галереи в Пловдиве, Галерея славянского искусства в Хорватии, а также в частных коллекциях в Болгарии, Австрии, Германии, Испании, Италии, Люксембурге, России, Франции, Швейцарии.